# セビリア空港
セビリア空港（セビリアくうこう、Aeropuerto de Sevilla）は、スペイン・アンダルシア州セビリアにある国際空港である。サン・パブロ空港とも呼ばれる。

## 概要
アンダルシア州ではマラガに次ぐ第二の空港で、セビリア市内から北東へ約10kmに位置している。1992年のセビリア万博にあわせ大幅な拡張工事が行われた。2005年の乗降客は350万人を超え、2004年の267万人から大きく増加した。IATA空港コードはSVQ。
ホセ・ラファエル・モネオによる空港ターミナルビルの設計には、セビリアの歴史と文化が反映されており、モスク、宮殿、オレンジの樹がデザインモチーフとなっている。
国際線も就航しているが、全体のフライトの約80%が国内線である。

## 沿革
1914年にモロッコからの最初の飛行機が、セビリア・タブラーダ（Tablada）の軍用空港予定地に着陸した。その後1915年にその地で小型飛行場建設が開始された。1919年に最初の民間航空機がセビリア～マドリードに就航。タブラーダ民用飛行場が開港した。1927年4月にスペイン航空会社連合社（Unión Aérea Española）がマドリード～セビリア～リスボン航路を開始。1929年にセビリア空港が開港。マドリード、カナリア諸島、ベルリン、バルセロナ等の航路が開始された。
スペイン内戦の時代には、セビリア空港はアフリカからの軍の到着地となり、イベリア航空がその航空輸送を担当した。1945年9月から大西洋横断便が就航。

## ターミナル

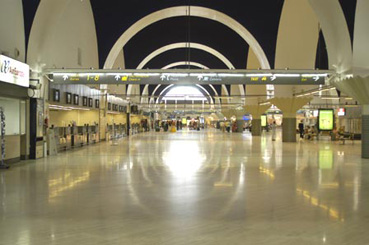
ターミナルビル内部

ターミナルビルは1つ。就航している航空会社は下記の通り。
| 航空会社                                       | 就航地 |
| ---------------------------------------------- | --- |
| エア・ヨーロッパ                               | テネリフェ・ノルテ 季節就航: グラン・カナリア, パルマ・デ・マヨルカ, ランサローテ |
| ブリティッシュ・エアウェイズ                   | ロンドン・ガトウィック |
| ブリュッセル航空                               | 季節就航: ブリュッセル |
| イージージェット                               | ロンドン・ガトウィック, トゥールーズ |
| イージージェット・スイス                       | バーゼル/ミュールーズ, ジュネーヴ |
| イベリア航空 運航:エア・ノストラム             | アルメリア, トゥールーズ, バレンシア 季節就航: フエルテベントゥラ, ランサローテ, ビーゴ |
| イベリア・エクスプレス                         | マドリード |
| ルフトハンザ                                   | フランクフルト 季節就航: ミュンヘン |
| ライアンエアー                                 | バルセロナ, ボーヴェ, ベルガモ, ボローニャ, シャルルロワ, アイントホーフェン, グラン・カナリア, ランサローテ, ロンドン・ガトウィック, ロンドン・スタンステッド, マラケシュ, マルセイユ, パルマ・デ・マヨルカ, ピサ, ローマ・フィウミチーノ, サンタンデール, サンティアゴ・デ・コンポステーラ, テネリフェ・スール 季節就航: ボルドー, ダブリン, パレルモ |
| スマートウィングズ 運航:トラベルサービス       | 季節就航: プラハ |
| サンエクスプレス                               | 季節就航: デュッセルドルフ |
| TAP ポルトガル航空 運航:ホワイト・エアウェイズ | リスボン |
| トランサヴィア                                 | アムステルダム |
| トランサヴィア・フランス                       | パリ・オルリー 季節就航: リヨン, ナント |
| Volotea                                        | アストゥリアス |
| ブエリング航空                                 | ア・コルーニャ, バルセロナ, ビルバオ, グラン・カナリア, ランサローテ, パリ・シャルル・ド・ゴール, パリ・オルリー, テネリフェ・ノルテ, ローマ・フィウミチーノ, パルマ・デ・マヨルカ 季節就航: アムステルダム, アストゥリアス, イビサ, リヨン, メノルカ, ナント                                                                                           |
| ターキッシュ・エアラインズ                     | イスタンブール(2025年9月17日より運航開始予定) |